# Markus Bay
Markus Strøm Bay (Brøndby, 17 februari 1997) is een Deense voetballer die onder contract staat bij Fremad Amager. Hij speelt bij voorkeur als middenvelder.

## Clubcarrière
Bay verruilde in juli 2013 de jeugdopleiding van Brøndby IF voor die van AFC Ajax waar hij een contract voor drie seizoenen tekende. Bay begon bij Ajax in de B1. Een jaar later schoof hij door naar de A1 van Ajax waar hij in een elftal speelde met onder anderen Donny van de Beek en Abdelhak Nouri. Na de winterstop van dat seizoen raakte hij geblesseerd aan zijn lies. Vanaf dat moment bleef Bay anderhalf jaar geblesseerd blijven. Met ingang van het seizoen 2016/17 mocht hij aansluiten bij de selectie van Jong Ajax. Op 19 augustus 2016 maakte Bay zijn professionele debuut bij Jong Ajax in de Eerste divisie. Op die dag speelde Jong Ajax een thuiswedstrijd tegen FC Den Bosch, die met 5-2 werd gewonnen. Bay kwam na 82 minuten spelen in de ploeg voor Vince Gino Dekker. 
In 2017 ging hij voor Viborg spelen. Een jaar later ging Bay naar Fremad Amager.